# Pouzauges (tổng)
Tổng Pouzauges là một tổng, nằm ở tỉnh Vendée trong vùng Pays de la Loire.

## Các xã
Tổng Pouzauges gồm các xã sau (dân số thời điểm 01/01/2006 :
- Pouzauges (thủ phủ): 5 326 dân
- Le Boupère: 2 824 dân
- Les Châtelliers-Châteaumur: 696 dân
- Chavagnes-les-Redoux: 782 dân
- La Flocellière: 2 251 dân
- La Meilleraie-Tillay: 1 511 dân
- Monsireigne: 809 dân
- Montournais: 1 754 dân
- La Pommeraie-sur-Sèvre: 1 003 dân
- Réaumur: 779 dân
- Saint-Mesmin: 1 858 dân
- Saint-Michel-Mont-Mercure: 1 875 dân
- Tallud-Sainte-Gemme: 415 dân